# Hokitika
 (janvier 2022).
Si vous disposez d'ouvrages ou d'articles de référence ou si vous connaissez des sites web de qualité traitant du thème abordé ici, merci de compléter l'article en donnant les références utiles à sa vérifiabilité et en les liant à la section « Notes et références ».
Hokitika est une petite ville du Westland District, située sur la côte ouest de l'île du Sud de la Nouvelle-Zélande, à 250 km à l'ouest de Christchurch et à 40 km de Greymouth. Sa population est d'environ 3 400 habitants.

## Géographie

### Situation
Hokitika est une ville du district de Westland de la région de la côte ouest de l' île du Sud de la Nouvelle-Zélande. La ville est le siège du Westland District Council (conseil de district) et de son administration. Comme les autres villes et villages de la côte ouest, Hokitika reste isolée du reste du pays en raison des Alpes du Sud (Nouvelle-Zélande).

### Hydrographie

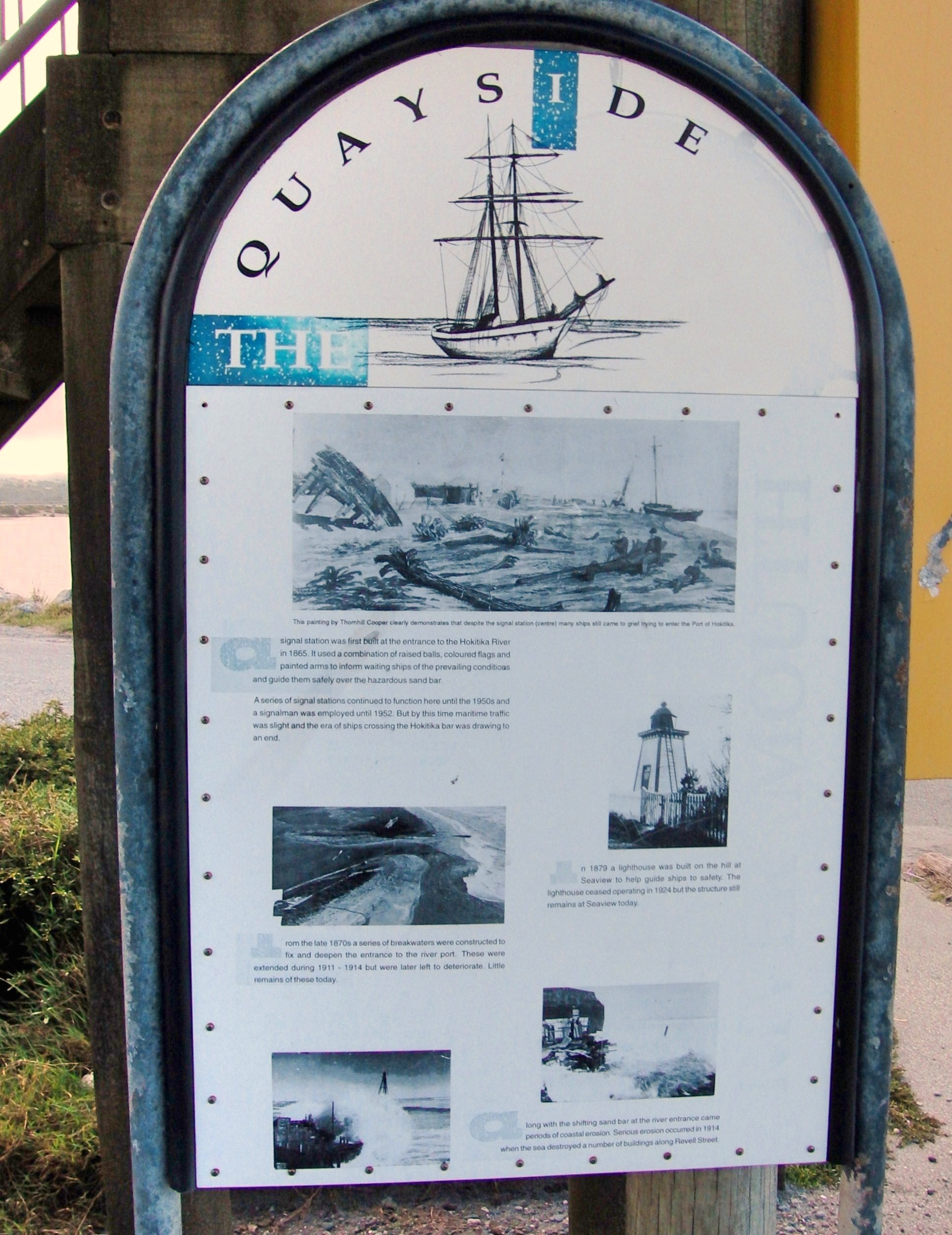
Panneau indicatif du Quayside au port d'Hokitika

Elle est bordée par la mer de Tasman et le fleuve  Hokitika. L’embouchure de la rivière Hokitika fut autrefois utilisée comme port durant la ruée vers l'or en Nouvelle-Zélande sur la côte de l'île du Sud, toutefois le banc de sable à l’entrée de la rivière constitue un obstacle dangereux et souvent fatal, ayant entraîné de nombreux naufrages. Après la ruée vers l’or, il persista un moment une certaine utilisation de la rivière comme mouillage mais maintenant elle n’est plus du tout utilisée pour cela.

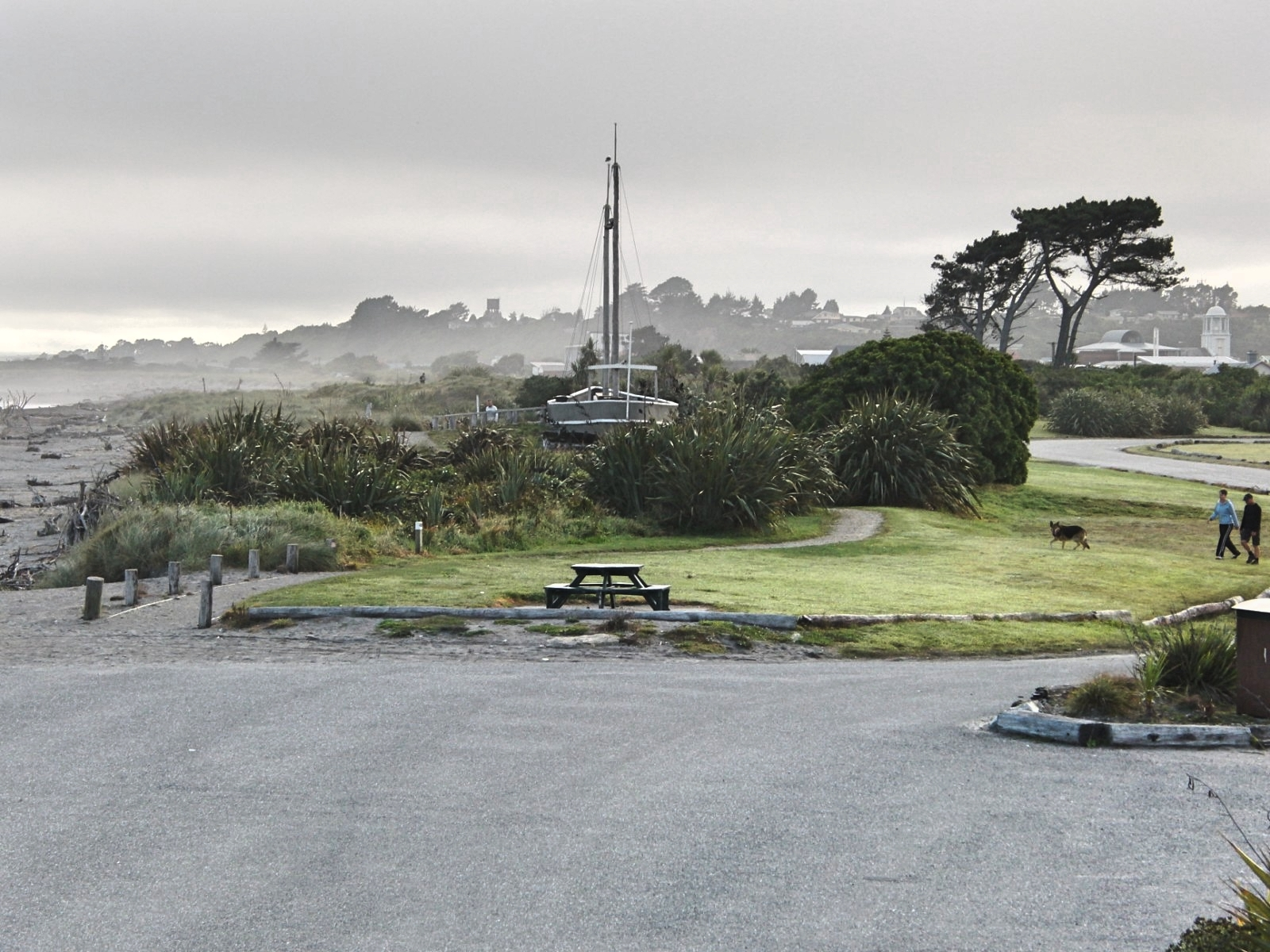
Réplique de l'épave de la goélette Tambo, l'un des premiers navires naufragés au port d'Hokitika

### Voies de communication et transport

#### Transport ferroviaire
Le chemin de fer Greymouth – Ross atteint Hokitika en 1893. Au début du XXe siècle, la ligne est agrandie et finalement prolongée en 1909 jusqu'à Ross. En 1972, le trafic de passagers a été arrêté et en 1980, la ligne au sud de Hokitika a été fermée. En direction de Greymouth, la route continuera d'être utilisée pour le trafic de marchandises. Le tramway Hokitika & Kanieri a fonctionné jusque dans les années 1950.

#### Trafic routier
Hokitika se trouve sur la route nationale 6 de la Nouvelle-Zélande, qui traverse directement la ville dans le sens nord-sud et relie Hokitika au nord à Greymouth et au sud-ouest de Haast.

#### Trafic maritime
En 1865, après la découverte de l'or dans la région, Hokitika fut le port principal de la côte ouest, malgré sa dangerosité. 108 navires échoués et 32 navires furent perdus entre 1865 et 1867.. Une période de boom a suivi lorsque Hokitika était deuxième derrière Auckland dans le trafic maritime.

### Climat
Hokitika possède un climat océanique (Köppen: Cfb), avec des étés vraiment doux et des hivers frais. Les temps maximales montent jusqu'à 19,9 ºC en février et 12,0 ºC en juillet; tandis que les temps minimales descendent jusqu'à 12,1 ºC en février et 3,1 ºC en juillet. Évidemment, les températures sont donc relativement douces toute l'année. Cela qui s'explique par l'influence thermique de l'Océan Austral, qui en limite la baisse et les canicules. Grâce à cette position au vent des Alpes du Sud, les précipitations annuelles sont vraiment abondantes: environ 2 920,8 mm. Il y a en moyenne 172.4 jours pluvieux, et la ville se profite de 1909,6 heures d'ensoleillement.
| Mois                                            | jan.  | fév.  | mars  | avril | mai   | juin  | jui. | août  | sep.  | oct.  | nov.  | déc.  | année   |
| ----------------------------------------------- | ----- | ----- | ----- | ----- | ----- | ----- | ---- | ----- | ----- | ----- | ----- | ----- | ------- |
| Température minimale moyenne (°C)               | 12    | 12,1  | 10,6  | 8,6   | 6,5   | 4,2   | 3,1  | 4,2   | 5,9   | 7,5   | 8,8   | 10,9  | 7,9     |
| Température maximale moyenne (°C)               | 19,5  | 19,9  | 18,8  | 16,6  | 14,6  | 12,5  | 12   | 12,6  | 13,9  | 14,9  | 16,3  | 18,2  | 15,8    |
| Record de froid (°C)                            | 4,7   | 3,5   | −0,4  | −0,7  | −2,2  | −3,2  | −4   | −2,9  | −2,1  | −1,3  | −0,6  | 2,9   | −4      |
| Record de chaleur (°C)                          | 29,7  | 28,4  | 26,7  | 24,5  | 26,7  | 18,6  | 18,8 | 19,8  | 22,8  | 24    | 27,4  | 27,1  | 29,7    |
| Ensoleillement (h)                              | 214,3 | 193,6 | 177,5 | 142,6 | 116,2 | 103,6 | 126  | 139,6 | 144,9 | 166,1 | 187,7 | 197,5 | 1 909,6 |
| Précipitations (mm)                             | 257,4 | 191,7 | 213,4 | 244,9 | 252,8 | 261,2 | 228  | 246,9 | 244,7 | 284,8 | 222,9 | 272,1 | 2 920,8 |
| dont nombre de jours avec précipitations ≥ 1 mm | 12,4  | 10,8  | 12,1  | 13,1  | 15    | 14,8  | 14,1 | 15,3  | 16,9  | 17,7  | 14,5  | 15,7  | 172,4   |
| Humidité relative (%)                           | 83,8  | 87,2  | 87,1  | 85,3  | 87,8  | 87,4  | 85,4 | 85,2  | 81,7  | 84,1  | 80,9  | 82,9  | 84,9    |

## Urbanisme
Le recensement de 2013 comptait  Hokitika 4 326 habitants, soit 0,9 % de moins que le recensement de 2006.

## Histoire
Hokitika a été fondée en 1864 en qualité de colonie de la ruée vers l'or, et elle fut sur la côte ouest l'un des centres de la ruée vers l'or des plus importants. Il y a eu des problèmes avec les villes voisines situées à l'est des Alpes néo-zélandaises, car la plupart de l'or extrait était expédié directement du port de Hokitika à Melbourne et généralement aucun détour n'était fait par les montagnes jusqu'à Christchurch. Deux ans après sa fondation en 1866, Hokitika était l'une des plus grandes colonies de ce qui était alors la Nouvelle-Zélande avec plus de  6 000 habitants et a même fonctionné comme la capitale de la province nouvellement créée de Westland de 1873 jusqu'à ce que cette forme de division administrative soit abolie en 1876. La perte d'importance associée a conduit à un déclin constant de la population au fil des ans. En 1867, la ruée commença à diminuer, bien que l'exploitation de l'or se soit poursuivie sur la côte pendant quelques années. Dans les années 1880, les mineurs de quartz de Bullendale et Reefton ont été les premiers utilisateurs d'électricité en Nouvelle-Zélande.

## Dynamisme économique
.Les principales industries, pendant des décennies, furent le traitement du pounamu, un type particulier de jade, ainsi que la foresterie et les exploitations minières dans l'extraction du charbon et celle de l'or. Le déclin de ces industries a débuté au XXe siècle, avec le développent de l' écotourisme. Au cours du siècle dernier, ces secteurs économiques ont largement perdu de leur importance, ce qui explique une diminution  sensible de la population. Toutefois, Hokitika a repris de l'importance en devenant une ville est particulièrement attractive auprès des écotouristes. Seule l'industrie laitière est restée importante dans la ville, la laiterie Westland Milk Products y a acquis le monopole et sa zone de la production, qui s'étend presque sur toute la côte nord-ouest 

### Tourisme

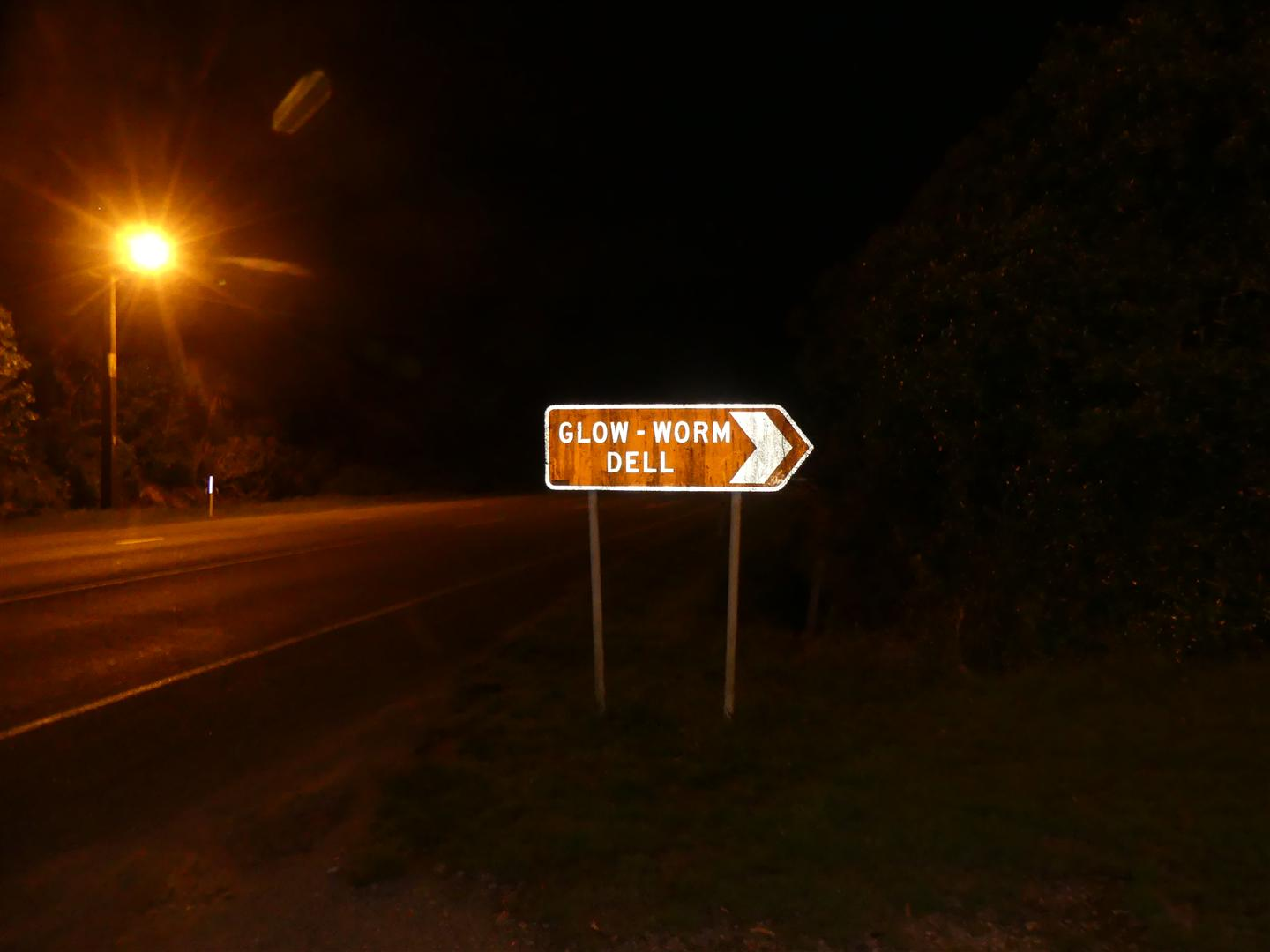
Accès au Glow worm dell (Hokitika, New Zealand south island)

Au nord de l'agglomération, on trouve une zone de vers luisants ("glow worm dell"). L'accès est libre et gratuit. Il est bien entendu conseillé de s'y rendre de nuit, et de ne pas utiliser de lumière artificielle.
Hokitika est aussi un atout majeur de la côte ouest, avec l'organisation de son festival annuel de la faune, institué depuis 1990.

## Personnalités
- Ebenezer Teichelmann (1859–1938), Bergsteiger und über Jahrzehnte in Hokitika wirkender Arzt.
- Stephen Lowe, évêque né à Hokitika du Diocèse de Hamilton (Nouvelle-Zélande), né à Hokitika en 1962.

## Lieux et monuments

### Dans la ville

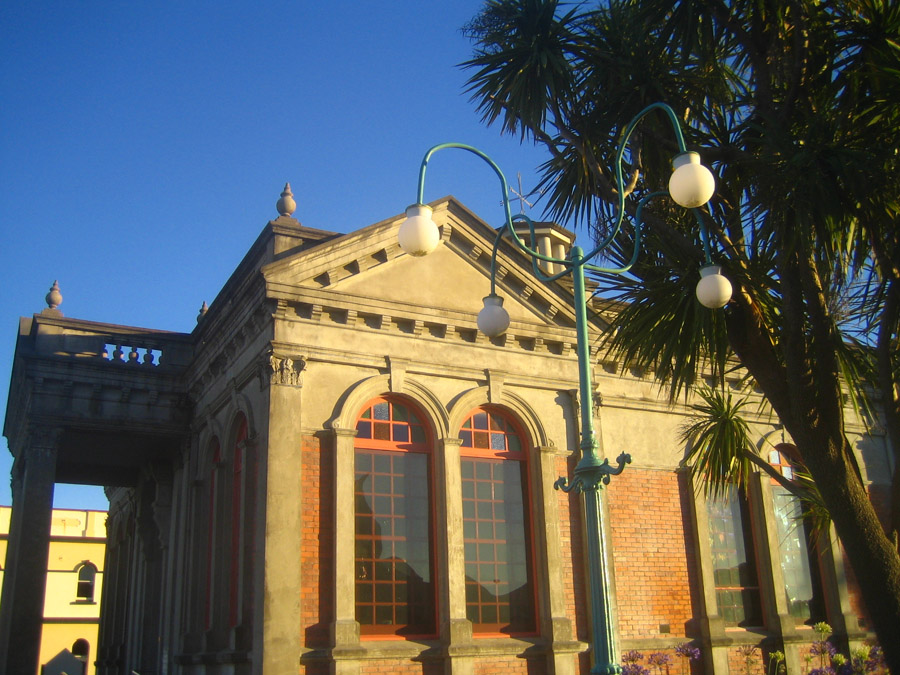
Musée d'Hokitika
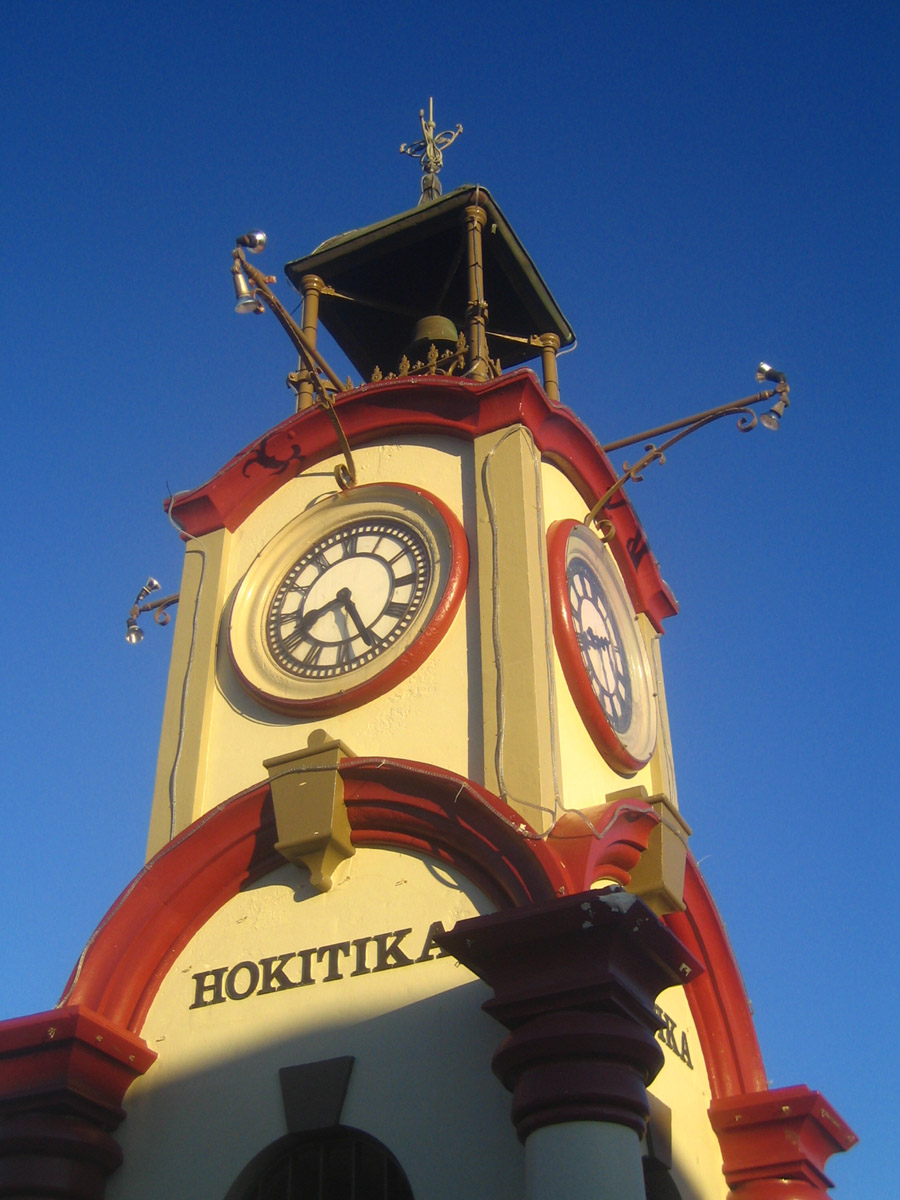
Horloge d'Hokitika
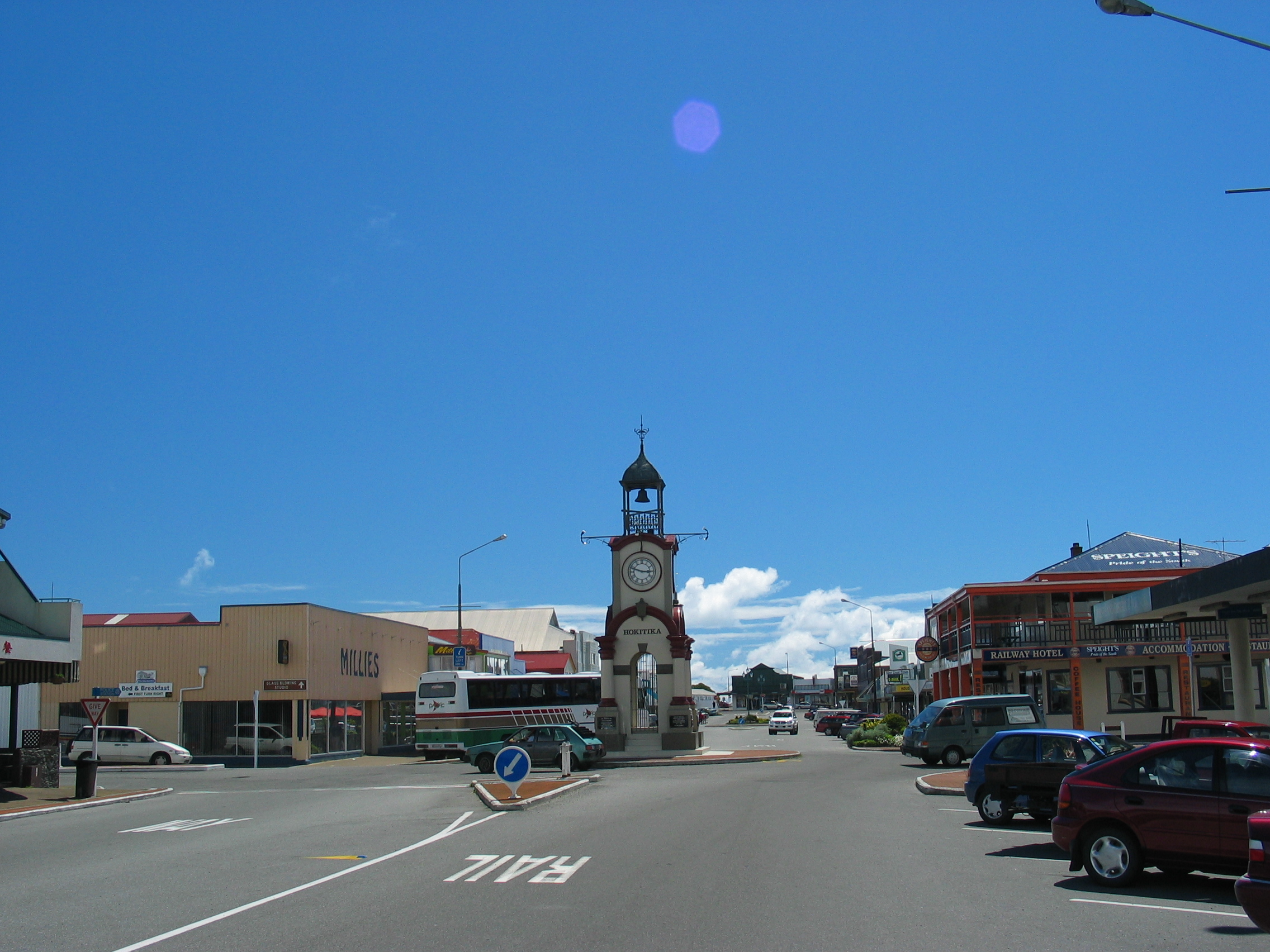
Rue principale

### Sur la plage

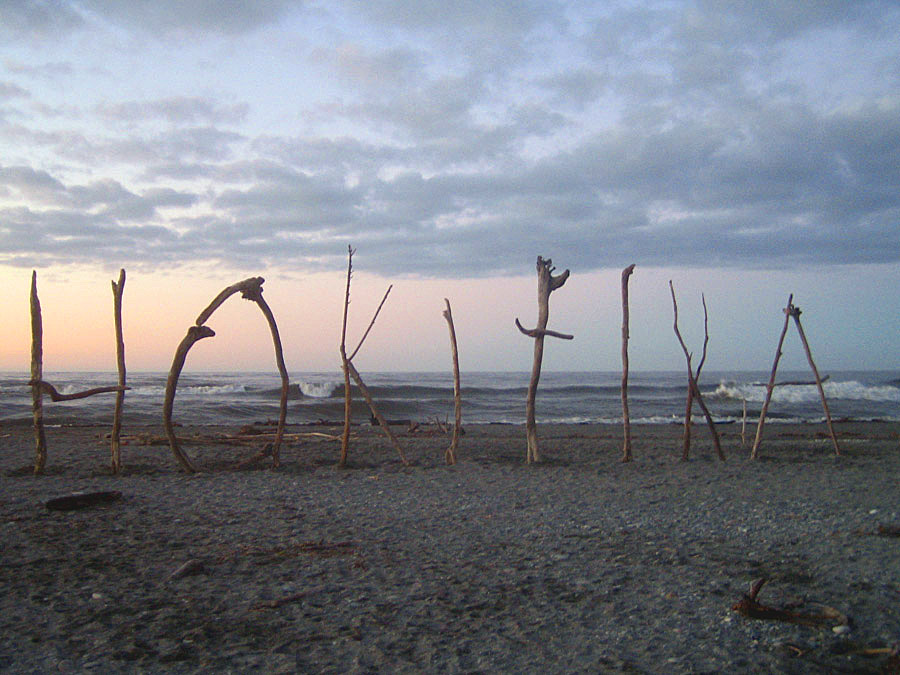
Sculpture de bois
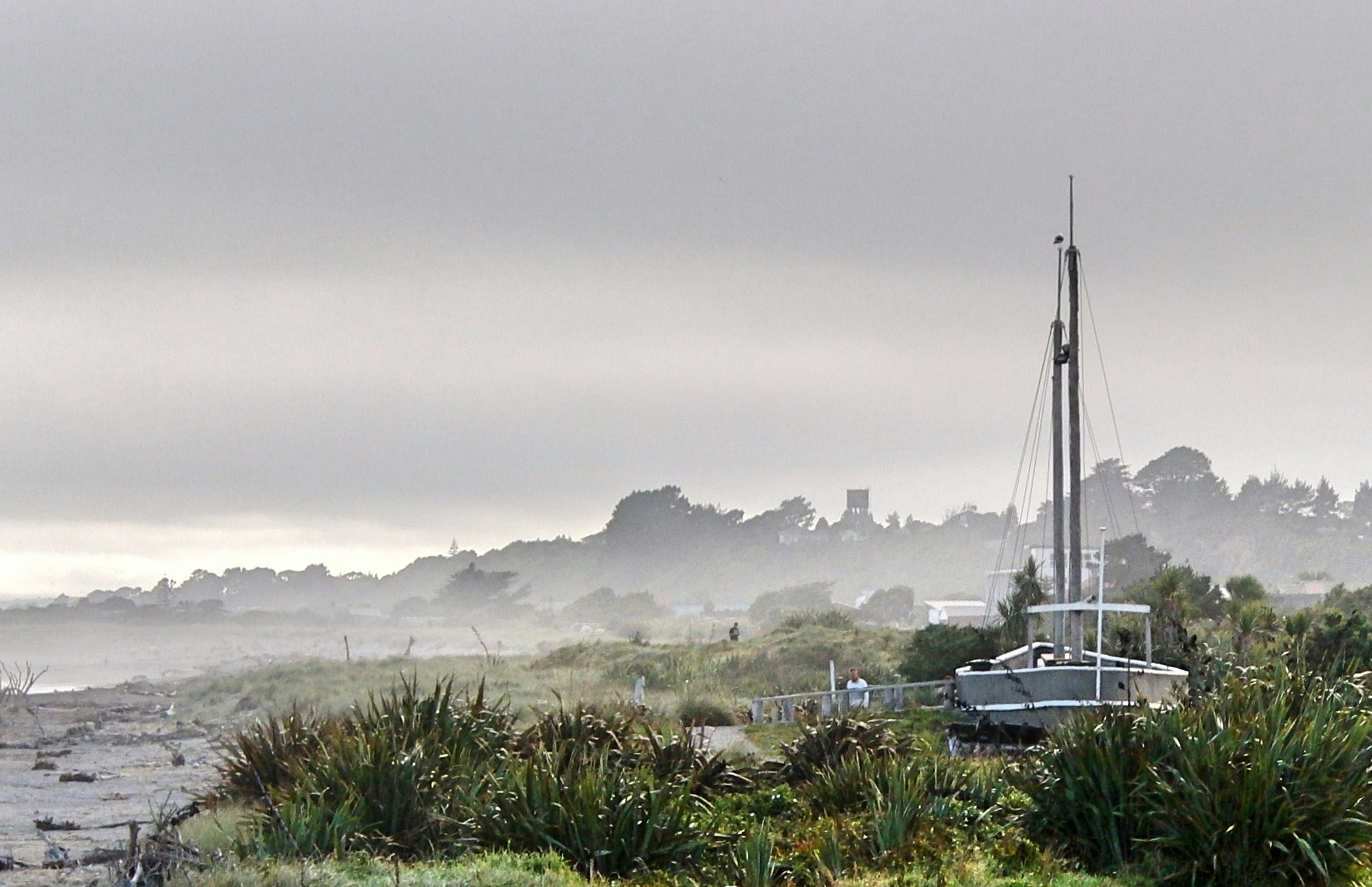
Plage d'Hokitika